# Chr. Augustinus Fabrikker
Chr. Augustinus Fabrikker A/S er en dansk virksomhed, der har haft aktiviteter indenfor flere områder.
Virksomheden blev grundlagt af Christian Augustinus på Amager i 1750 og er således blandt de ældste i Danmark. Chr. Augustinus Fabrikker ejes af Augustinus Fonden.
En af aktiviteterne var tobaksproduktion; i 1961 fusioneredes disse aktiviteter med C.W. Obel og R. Færchs Fabrikker til Skandinavisk Tobakskompagni.

## Aktiviteter
Chr. Augustinus Fabrikker har ejerandele i følgende virksomheder:
- Skandinavisk Holding (som har aktiemajoriteten i Scandinavian Tobacco Group) (100%)
- Jeudan (40,54%)
- Gyldendal (27,5%)
- Tivoli (25,4% samt yderligere 31,8% gennem Skandinavisk Holding)
- Kristeligt Dagblad (18,5%)
- Royal Unibrew (10,40%)
- Monberg & Thorsen (10,1%)
- NNIT A/S (10%)
- Dansk Kapitalanlæg (8,65%)
- Ambu (8,30%)
- Bang & Olufsen (1,13%)
- Skodsborg Sundhedscenter